# أبريل هولمز
أبريل هولمز (بالإنجليزية: April Holmes) هي منافسة ألعاب القوى أمريكية، ولدت في 11 مارس 1973.

## روابط خارجية
- أبريل هولمز على موقع Paralympic.org (الإنجليزية)
- أبريل هولمز على موقع اللجنة الأولمبية والبارالمبية الأمريكية (الإنجليزية)